# ジョアン・アウヴェス・デ・アシス・シウヴァ
ジョー（Jô）こと、ジョアン・アウヴェス・デ・アシス・シウヴァ（João Alves de Assis Silva、1987年3月20日 - ）は、ブラジル・サンパウロ出身の元プロサッカー選手。ポジションはフォワード。元ブラジル代表。
2017年にブラジルリーグで得点王を獲得し、2018年にはJリーグで得点王を獲得している。

## クラブ経歴
16歳の時コリンチャンスでキャリアをスタート。18歳の時ロシアに渡り、在籍2年半で77試合44ゴールを残した。
2008年、当時のクラブ史上最高となる移籍金1800万ポンド（約38億円）でマンチェスター・シティが獲得。しかし結果を残せず、2009年2月からシーズン終了までの期限付きでエヴァートンへ移籍。ここで12試合に出場し5得点を挙げ、シーズン終了後にはレンタルが1年間延長されたが、クラブの許可を得ずにブラジルに帰国し、謹慎処分を受けた。その後レンタル移籍期間が短縮され、マンチェスターCに復帰、直後にガラタサライにレンタル移籍した。その後ガラタサライでの活躍が認められマンチェスターCに復帰した。
2011年7月にインテルナシオナルへ移籍しブラジルに復帰。この頃から酒量が増え、練習の遅刻、遠征に参加しないなどの問題行動が目立つようになる。2012年5月には事実上の戦力外通告を受けアトレチコ・ミネイロへ移籍した。
A・ミネイロではロナウジーニョらと強力攻撃陣を形成し、2013年のコパ・リベルタドーレスでは7得点で大会得点王となり、チームの優勝に貢献した。しかしその後は飲酒・夜遊びの悪癖がぶり返し、妻からは離婚を切り出された。2014年には同年のW杯のブラジル代表に選出されるも良い所無く、大会終了後は気落ちして更に生活が乱れた。
2015年6月に当時A・ミネイロを率いていたレヴィー・クルピから戦力外通告を言い渡され、7月1日、UAEのアル・シャバーブへ移籍した。
2016年2月5日、中国サッカー・スーパーリーグの江蘇蘇寧へ移籍することが決定し、2月12日に正式発表された。しかし、精彩を欠き5か月で退団した。
2017年、古巣のコリンチャンスと2年契約を結ぶ。同時期に酒を断ち、妻と復縁して心機一転。フィジカルトレーニングに励んでコンディションを取り戻すと、同年のセリエAで18得点をマークし、得点王とMVPに選出された。また公式戦61試合25ゴールを記録した。
2018年、J1リーグ・名古屋グランパスに完全移籍で加入。移籍金は1100万ユーロ（約15億円）、年俸は約4億円と報道されている。開幕戦となったG大阪戦でJリーグ初出場、初ゴールを決めた。第20節・G大阪戦でJリーグ加入後初のハットトリックを達成し、第24節の浦和戦でも2度目となるハットトリックを達成、8月だけで10ゴールを決めた。第26節の長崎戦で2得点を挙げ、J1ではG大阪に所属していたアラウージョが2005年に記録して以来、13年ぶりとなる3試合連続マルチ弾を達成した。その後は第18節・札幌戦、第33節・サンフレッチェ広島戦で得点を挙げ、得点ランク1位で最終節に臨んだ。残留争いの直接対決となった最終節・湘南戦では、0-2と2点ビハインドで迎えた67分に自ら獲得したPKを決めて1点を返すと、75分にもPKを決めて2-2で試合終了。チームのJ1残留に大きく貢献し、24得点でJ1得点王に輝いた。また、J1残留が決まった瞬間には安堵の涙を流している。
2019年は開幕戦から2ゴールを決め、5月12日までに5得点を記録していたが、同22日のルヴァン杯・ヴィッセル神戸戦で右足首靭帯を損傷。3週間後の第15節・大分トリニータ戦で復帰するも、痛み止めを打っての強行出場で、復帰後は1得点に終わった。
2020年6月17日にコリンチャンスが獲得を発表し、6月21日に名古屋から契約解除が発表された（後述）。
2022年6月9日、コリンチャンスとの契約を解除したと発表された。チームへの参加態度などをめぐり、コリンチャンスとの間で確執があったとされる。
コリンチャス退団後フリーとなっていたが2022年8月にセアラーSCと半年間の短期で契約を結んだ。
2023年、アル・ジャバラインFCに加入するも、すぐに環境面への不満を理由に退団、そのまま引退を表明した。
2024年、現役引退を撤回しブラジル2部のアマゾナスで現役復帰を果たした。

## 代表経歴
2007年6月5日のトルコとの親善試合でブラジル代表デビュー。
2008年には北京オリンピックに臨むブラジル代表に選出され、主に控えとして出場。3位決定戦のベルギー戦では2得点を挙げ、銅メダル獲得に貢献した。
2008年以降は代表から遠ざかっていたが、レアンドロ・ダミアンの負傷によりFIFAコンフェデレーションズカップ2013に臨むブラジル代表に追加招集され、グループリーグ初戦の日本戦では途中出場し代表初得点を挙げた。
2014年に2014 FIFAワールドカップブラジル代表に選出され、グループリーグ第2戦のメキシコ戦、決勝トーナメント1回戦のチリ戦に途中出場した。

## 名古屋との契約不履行問題
2020年のコリンチャンスへの入団、および名古屋グランパスからの退団を巡っては主張の対立から訴訟が発生している。
ジョーは怪我の治療を理由に名古屋の1月のキャンプには参加しておらず、新型コロナ感染症の感染拡大により2月22日の開幕戦のあとリーグ戦が長期中断すると、母国に残した2人の子どもを心配して国境閉鎖前に帰国しようと4月初旬にブラジルへと帰国していた。6月17日に古巣のコリンチャンスがジョーの獲得を発表すると、名古屋側は契約不履行を主張してジョーとの契約解除を発表するが、ジョーと名古屋側の認識は以下のように異なっていた。
- ジョーの主張 : 4月末時点で契約解除されており、6月17日は契約期間中ではなかった。
- 名古屋の主張 : 帰国は許可しなかったものの契約解除はしておらず、6月17日は契約期間中であった。

ジョーの主張では4月末に名古屋側から日本に戻るように指示があり、再来日の手配をしたものの渡航直前に契約解除を通告されたとしているが、名古屋側では契約解除したしたという認識はなく平行線となった。主張が対立したことから判断はFIFAの紛争解決室に委ねられ、2020年11月にジョーとコリンチャンスが340万ドルの賠償金を支払うことが命じられる。FIFAの決定に納得できないジョーとコリンチャンスはスポーツ仲裁裁判所へと訴えるが、2022年6月に賠償金は260万ドルまで減額するものの45日以内の支払期限が定められた判決が下されるが、支払期限を過ぎても賠償金は支払われていない。

## 人物
日本食が大好物で、ジョー曰くCSKAモスクワ時代に現地で初めて食べて以来大好物だという。特に好きな日本食は寿司。
名古屋グランパス退団後、その暮らしについて「日本に行くまでに５か国で暮らしたため、ただ言葉が違うだけだろうと思っていたけど、そうじゃなかった」「我々とはまったく逆の文化で、人々がとても冷たく閉鎖的。」「外国人という事で街の人から疑うような目で見られることも多かったよ。それと英語を話せる人がほとんどいない」と意見を打ち明けた。ただし、「非の打ちどころのないセキュリティ、けた違いの衛生面、オーガナイズされている」事を長所として絶賛している。選手としては記録的な活躍を示したが、プライベートでは水が合わなかった。

## 個人成績

### クラブ
| クラブ                 | 年      | リーグ戦 | リーグ戦 | カップ     | カップ     | リーグカップ | リーグカップ | ヨーロッパ | ヨーロッパ | 期間通算 | 期間通算 |
| クラブ                 | 年      | 出場     | 得点     | 出場       | 得点       | 出場         | 得点         | 出場       | 得点       | 出場     | 得点     |
| ---------------------- | ------- | -------- | -------- | ---------- | ---------- | ------------ | ------------ | ---------- | ---------- | -------- | -------- |
| コリンチャンス         | 2003    | 14       | 1        | 0          | 0          | 0            | 0            | 0          | 0          | 14       | 1        |
| コリンチャンス         | 2004    | 42       | 8        | 0          | 0          | 0            | 0            | 0          | 0          | 42       | 8        |
| コリンチャンス         | 2005    | 25       | 8        | 0          | 0          | 0            | 0            | 0          | 0          | 25       | 8        |
| コリンチャンス         | 合計    | 81       | 17       | 0          | 0          | 0            | 0            | 0          | 0          | 81       | 17       |
| CSKAモスクワ           | 2006    | 18       | 14       | 7          | 7          | 0            | 0            | 5          | 1          | 30       | 22       |
| CSKAモスクワ           | 2007    | 27       | 13       | 4          | 1          | 0            | 0            | 7          | 4          | 38       | 18       |
| CSKAモスクワ           | 2008    | 8        | 3        | 2          | 1          | 0            | 0            | 0          | 0          | 10       | 4        |
| CSKAモスクワ           | 合計    | 53       | 30       | 13         | 9          | 0            | 0            | 12         | 5          | 78       | 44       |
| マンチェスター・シティ | 2008-09 | 9        | 1        | 2          | 0          | 0            | 0            | 6          | 2          | 15       | 3        |
| マンチェスター・シティ | 合計    | 9        | 1        | 2          | 0          | 0            | 0            | 6          | 2          | 15       | 3        |
| エヴァートン (loan)    | 2008-09 | 12       | 5        | 0          | 0          | 0            | 0            | 0          | 0          | 12       | 5        |
| エヴァートン (loan)    | 2009-10 | 15       | 0        | 1          | 1          | 0            | 0            | 7          | 1          | 23       | 2        |
| エヴァートン (loan)    | 合計    | 27       | 5        | 1          | 1          | 0            | 0            | 7          | 1          | 35       | 7        |
| ガラタサライ (loan)    | 2009-10 | 13       | 3        | 2          | 0          | 0            | 0            | 0          | 0          | 15       | 3        |
| ガラタサライ (loan)    | 合計    | 13       | 3        | 2          | 0          | 0            | 0            | 0          | 0          | 15       | 3        |
| マンチェスター・シティ | 2010-11 | 12       | 0        | 5          | 0          | 1            | 1            | 5          | 2          | 23       | 3        |
| マンチェスター・シティ | 合計    | 12       | 0        | 5          | 0          | 1            | 1            | 5          | 2          | 23       | 3        |
| クラブ                 | 年      | リーグ戦 | リーグ戦 | 州リーグ   | 州リーグ   | リーグカップ | リーグカップ | 南米カップ | 南米カップ | 期間通算 | 期間通算 |
| SCインテルナシオナル   | 2011    | 16       | 2        |            |            |              |              |            |            | 16       | 2        |
| SCインテルナシオナル   | 合計    | 16       | 2        |            |            |              |              |            |            | 16       | 2        |
| アトレチコ・ミネイロ   | 2012    | 29       | 10       |            |            |              |              |            |            | 29       | 10       |
| アトレチコ・ミネイロ   | 2013    | 21       | 6        | 13         | 6          | 2            | 0            | 14         | 7          | 50       | 19       |
| アトレチコ・ミネイロ   | 2014    | 16       | 0        | 9          | 4          | 2            | 0            | 8          | 4          | 35       | 8        |
| アトレチコ・ミネイロ   | 2015    | 3        | 1        | 3          | 1          | 0            | 0            | 3          | 0          | 9        | 2        |
| アトレチコ・ミネイロ   | 合計    | 69       | 17       | 25         | 11         | 4            | 0            | 25         | 11         | 123      | 39       |
| クラブ                 | 年      | リーグ戦 | リーグ戦 | カップ戦   | カップ戦   | ACL          | ACL          | その他     | その他     | 期間通算 | 期間通算 |
| 江蘇蘇寧               | 2016    | 17       | 5        | 1          | 0          | 6            | 4            | 0          | 0          | 24       | 9        |
| 江蘇蘇寧               | 合計    | 17       | 5        | 1          | 0          | 6            | 4            | 0          | 0          | 24       | 9        |
| クラブ                 | 年      | リーグ戦 | リーグ戦 | 州リーグ   | 州リーグ   | リーグカップ | リーグカップ | 南米カップ | 南米カップ | 期間通算 | 期間通算 |
| コリンチャンス         | 2017    | 34       | 18       | 17         | 6          | 5            | 1            | 5          | 0          | 61       | 25       |
| コリンチャンス         | 合計    | 34       | 18       | 17         | 6          | 5            | 1            | 5          | 0          | 61       | 25       |
| クラブ                 | 年      | Jリーグ  | Jリーグ  | ルヴァン杯 | ルヴァン杯 | ACL          | ACL          | 天皇杯     | 天皇杯     | 期間通算 | 期間通算 |
| 名古屋グランパス       | 2018    | 32       | 24       | 3          | 1          | -            | -            | 1          | 0          | 36       | 25       |
| 名古屋グランパス       | 2019    | 32       | 6        | 5          | 2          | -            | -            | 0          | 0          | 37       | 8        |
| 名古屋グランパス       | 2020    | 0        | 0        | 0          | 0          | -            | -            | -          | -          | 0        | 0        |
| 名古屋グランパス       | 合計    | 64       | 30       | 8          | 3          | 0            | 0            | 1          | 0          | 73       | 33       |
| 総通算                 | 総通算  | 395      | 128      | 74         | 30         | 16           | 6            | 61         | 21         | 544      | 185      |

## 代表歴

### 出場大会
- ブラジル代表
  - 2014 FIFAワールドカップ

### 試合数
- 国際Aマッチ 20試合 5得点（2007年-2014年）[37]

| ブラジル代表 | 国際Aマッチ | 国際Aマッチ |
| 年           | 出場        | 得点        |
| ------------ | ----------- | ----------- |
| 2007         | 1           | 0           |
| 2008         | 2           | 0           |
| 2009         | 0           | 0           |
| 2010         | 0           | 0           |
| 2011         | 0           | 0           |
| 2012         | 0           | 0           |
| 2013         | 11          | 5           |
| 2014         | 6           | 0           |
| 通算         | 20          | 5           |

### 得点
|    | 日時          | 場所           | 相手           | スコア | 結果 | 大会                                 |
| 1. | 2013年6月15日 | ブラジリア     | 日本           | 3–0    | 3–0  | FIFAコンフェデレーションズカップ2013 |
| 2. | 2013年6月19日 | フォルタレザ   | メキシコ       | 2–0    | 2–0  | FIFAコンフェデレーションズカップ2013 |
| 3. | 2013年9月6日  | ブラジリア     | オーストラリア | 1–0    | 6–0  | 親善試合                             |
| 4. | 2013年9月6日  | ブラジリア     | オーストラリア | 2–0    | 6–0  | 親善試合                             |
| 5. | 2013年9月10日 | フォックスボロ | ポルトガル     | 3–1    | 3-1  | 親善試合                             |

## タイトル

### クラブ
コリンチャンス・パウリスタ
- カンピオナート・パウリスタ：3回 (2001,2003,2017)
- コパ・ド・ブラジル：1回 (2002)
- カンピオナート・ブラジレイロ・セリエA：2回 (2005,2017)

アトレチコ・ミネイロ
- コパ・リベルタドーレス：1回 (2013)

CSKAモスクワ
- プレミアリーグ：1回 (2006)
- ロシア・カップ：1回 (2006)
- ロシア・スーパーカップ：2回 (2006,2007)

### 代表
ブラジル代表
- FIFAコンフェデレーションズカップ：1回 (2013)

### 個人
- コパ・リベルタドーレス 得点王：1回（2013）
- カンピオナート・ブラジレイロ・セリエA MVP：1回（2017）
- カンピオナート・ブラジレイロ・セリエA 得点王：1回（2017）
- J1リーグ 得点王：1回（2018）
- Jリーグベストイレブン：1回（2018）
- J1リーグ 月間MVP：1回（2018.8）